# Bhuntar
Bhuntar es un pueblo y nagar Panchayat  situado en el distrito de Kullu,  en el estado de Himachal Pradesh (India). Su población es de 4475 habitantes (2011). Se encuentra en la confluencia de los ríos Beas y Parvati.

## Demografía
Según el censo de 2011 la población de Bhuntar era de 4475 habitantes, de los cuales 2364 eran hombres y 2111 eran mujeres. Bhuntar tiene una tasa media de alfabetización del 89,65%, superior a la media estatal del 82,80%: la alfabetización masculina es del 91,60%, y la alfabetización femenina del 87,46%.

## Clima
| Parámetros climáticos promedio de Bhuntar (Kullu–Manali Airport) 1981–2010, extremes 1960–2011) | Parámetros climáticos promedio de Bhuntar (Kullu–Manali Airport) 1981–2010, extremes 1960–2011) | Parámetros climáticos promedio de Bhuntar (Kullu–Manali Airport) 1981–2010, extremes 1960–2011) | Parámetros climáticos promedio de Bhuntar (Kullu–Manali Airport) 1981–2010, extremes 1960–2011) | Parámetros climáticos promedio de Bhuntar (Kullu–Manali Airport) 1981–2010, extremes 1960–2011) | Parámetros climáticos promedio de Bhuntar (Kullu–Manali Airport) 1981–2010, extremes 1960–2011) | Parámetros climáticos promedio de Bhuntar (Kullu–Manali Airport) 1981–2010, extremes 1960–2011) | Parámetros climáticos promedio de Bhuntar (Kullu–Manali Airport) 1981–2010, extremes 1960–2011) | Parámetros climáticos promedio de Bhuntar (Kullu–Manali Airport) 1981–2010, extremes 1960–2011) | Parámetros climáticos promedio de Bhuntar (Kullu–Manali Airport) 1981–2010, extremes 1960–2011) | Parámetros climáticos promedio de Bhuntar (Kullu–Manali Airport) 1981–2010, extremes 1960–2011) | Parámetros climáticos promedio de Bhuntar (Kullu–Manali Airport) 1981–2010, extremes 1960–2011) | Parámetros climáticos promedio de Bhuntar (Kullu–Manali Airport) 1981–2010, extremes 1960–2011) | Parámetros climáticos promedio de Bhuntar (Kullu–Manali Airport) 1981–2010, extremes 1960–2011) |
| Mes                                                                                             | Ene.                                                                                            | Feb.                                                                                            | Mar.                                                                                            | Abr.                                                                                            | May.                                                                                            | Jun.                                                                                            | Jul.                                                                                            | Ago.                                                                                            | Sep.                                                                                            | Oct.                                                                                            | Nov.                                                                                            | Dic.                                                                                            | Anual                                                                                           |
| ----------------------------------------------------------------------------------------------- | ----------------------------------------------------------------------------------------------- | ----------------------------------------------------------------------------------------------- | ----------------------------------------------------------------------------------------------- | ----------------------------------------------------------------------------------------------- | ----------------------------------------------------------------------------------------------- | ----------------------------------------------------------------------------------------------- | ----------------------------------------------------------------------------------------------- | ----------------------------------------------------------------------------------------------- | ----------------------------------------------------------------------------------------------- | ----------------------------------------------------------------------------------------------- | ----------------------------------------------------------------------------------------------- | ----------------------------------------------------------------------------------------------- | ----------------------------------------------------------------------------------------------- |
| Temp. máx. abs. (°C)                                                                            | 25.4                                                                                            | 27.1                                                                                            | 32.3                                                                                            | 37.3                                                                                            | 40.0                                                                                            | 39.4                                                                                            | 37.4                                                                                            | 37.8                                                                                            | 35.2                                                                                            | 33.2                                                                                            | 29.4                                                                                            | 27.0                                                                                            | 40.0                                                                                            |
| Temp. máx. media (°C)                                                                           | 16.0                                                                                            | 18.0                                                                                            | 22.1                                                                                            | 27.2                                                                                            | 31.0                                                                                            | 33.1                                                                                            | 31.7                                                                                            | 31.0                                                                                            | 30.1                                                                                            | 27.8                                                                                            | 23.0                                                                                            | 17.8                                                                                            | 25.7                                                                                            |
| Temp. mín. media (°C)                                                                           | 1.6                                                                                             | 3.7                                                                                             | 6.7                                                                                             | 9.7                                                                                             | 12.9                                                                                            | 16.8                                                                                            | 19.9                                                                                            | 19.9                                                                                            | 16.6                                                                                            | 9.8                                                                                             | 4.6                                                                                             | 1.7                                                                                             | 10.3                                                                                            |
| Temp. mín. abs. (°C)                                                                            | -4.7                                                                                            | -4.5                                                                                            | 0.2                                                                                             | 3.5                                                                                             | 4.6                                                                                             | 6.1                                                                                             | 11.1                                                                                            | 10.9                                                                                            | 7.8                                                                                             | 3.5                                                                                             | -1.5                                                                                            | -5.2                                                                                            | -5.2                                                                                            |
| Lluvias (mm)                                                                                    | 77.0                                                                                            | 110.7                                                                                           | 129.9                                                                                           | 78.1                                                                                            | 72.8                                                                                            | 54.0                                                                                            | 133.6                                                                                           | 113.3                                                                                           | 75.8                                                                                            | 32.8                                                                                            | 21.8                                                                                            | 41.9                                                                                            | 941.8                                                                                           |
| Días de lluvias (≥ 1 mm)                                                                        | 4.6                                                                                             | 6.6                                                                                             | 8.1                                                                                             | 6.1                                                                                             | 6.4                                                                                             | 4.7                                                                                             | 8.5                                                                                             | 8.8                                                                                             | 5.3                                                                                             | 1.8                                                                                             | 1.6                                                                                             | 2.5                                                                                             | 65.1                                                                                            |
| Humedad relativa (%)                                                                            | 51                                                                                              | 49                                                                                              | 45                                                                                              | 40                                                                                              | 39                                                                                              | 43                                                                                              | 58                                                                                              | 61                                                                                              | 56                                                                                              | 44                                                                                              | 44                                                                                              | 50                                                                                              | 48                                                                                              |
| Fuente: India Meteorological Department                                                         |                                                                                                 |                                                                                                 |                                                                                                 |                                                                                                 |                                                                                                 |                                                                                                 |                                                                                                 |                                                                                                 |                                                                                                 |                                                                                                 |                                                                                                 |                                                                                                 |                                                                                                 |